# Dmitrij Arakišvili
Dmitrij Ignat'evič Arakišvili (Vladikavkaz, 11 febbraio 1873 – Tbilisi, 13 agosto 1953) è stato un musicologo georgiano.
Fu autore di vari studi sul folklore musicale della Georgia, che gli valsero il premio Stalin nel 1950.